# Inspektor Gadżet (film)

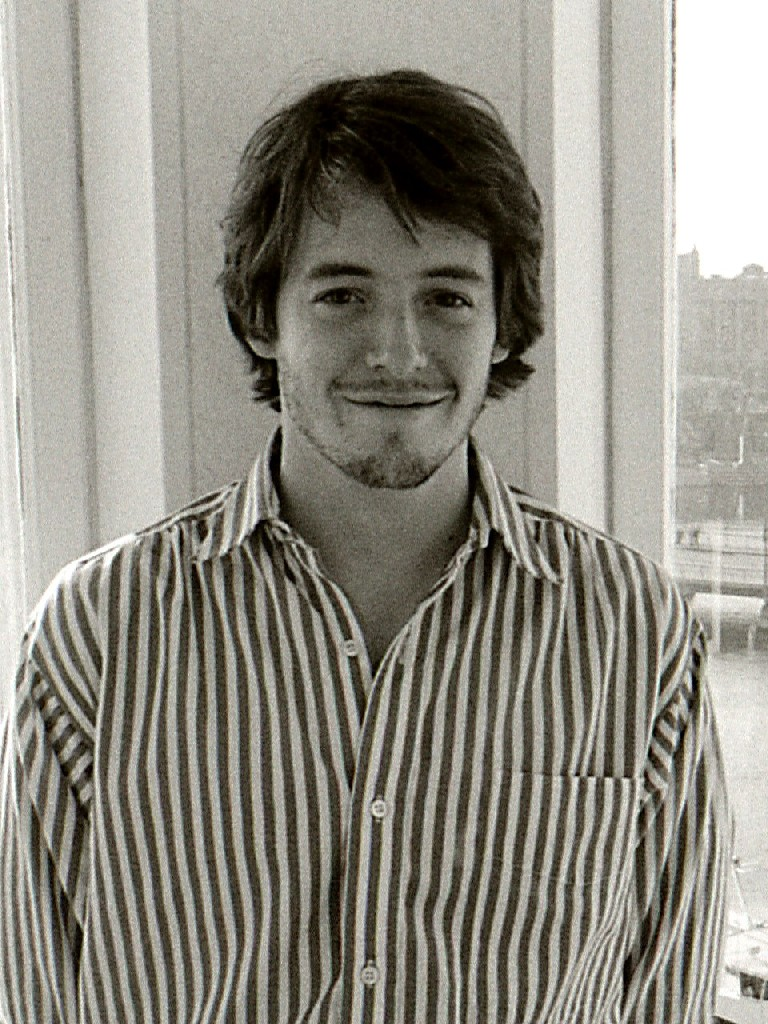
Matthew Broderick

Inspektor Gadżet (ang. Inspector Gadget, 1999) – amerykańska komedia fabularna w reżyserii Davida Kellogga. Wyprodukowany przez Caravan Pictures i Walt Disney Pictures; oparta została na serialu animowanym pod tym samym tytułem.

## Fabuła
John Brown (Matthew Broderick), który samotnie wychowuje swą siostrzenicę Penny, stara się o pracę w policji, jednak nie zostaje do niej przyjęty. Pracuje jako strażnik w laboratorium profesora Artemusa Bradforda (René Auberjonois), który razem ze swą córką Brendą (Joely Fisher) wynajduje mechaniczną nogę poruszaną myślami. Życie bohaterów zmienia się, gdy złoczyńca Sanford Scolex napada na laboratorium. Zabija on profesora i kradnie jego wynalazek. John Brown usiłuje go pochwycić, jednak w trakcie pościgu Scolex wywołuje eksplozję, wskutek której ochroniarz ociera się o śmierć wskutek poparzeń na całym ciele. Sam Scolex traci natomiast rękę, która zostaje zmiażdżona przez kulę do kręgli. Zastępuje ją mechaniczną protezą, od której wywodzi swój nowy pseudonim – Doktor Kleszcz.
Ciężko ranny Brown trafia do szpitala, gdzie Brenda Bradford postanawia uratować rannego poprzez umieszczenie w jego ciele rozmaitych elementów elektronicznych. Uznaje ona, że Brown będzie umiał z nich korzystać. Brown staje się cybernetycznym detektywem wyposażonym w urządzenia najnowszej technologii. Przyjmuje imię „Inspektor Gadżet” i jako detektyw-cyborg musi powstrzymać Doktora Kleszcza, zanim zdąży stworzyć złego sobowtóra Gadżeta.

## Obsada
- Matthew Broderick – John Brown / Inspektor Gadżet / RoboGadżet
- Rupert Everett – Sanford Scolex / Dr. Kleszcz
- Michelle Trachtenberg – Penny
- Dabney Coleman – Quimby
- Cheri Oteri – burmistrz Wilson
- D.L. Hughley – gadżetmobil (głos)
- Joely Fisher – Dr. Brenda Bradford / RoboBrenda
- Andy Dick – Kramer
- Michael G. Sakarty – Sikes
- René Auberjonois – Artemus Bradford
- Don Adams – Łepek (głos)